# Ángela Sierra
Ángela del Carmen Sierra González, née le 10 janvier 1945 à Santa Cruz de Tenerife, est une femme politique et philosophe espagnole.
Membre d'Izquierda Unida, elle siège au Parlement européen de 1994 à 1999.